# قرزح داغستاني
قرزح داغستاني (الاسم العلمي:Atraphaxis daghestanica) هي نوع من النباتات يتبع جنس القرزح من فصيلة البطباطية.